# Joey van Riessen
Johan Silvion (Joey) van Riessen (20 maart 1959 - 13 mei 2018) was een Surinaams zanger, saxofonist en percussionist.

## Biografie
Joey van Riessen speelde in de politiekapel en stond sinds jonge leeftijd op de planken als zanger, saxofonist en percussionist. Ook speelde hij in enkele theaterstukken, waaronder in Siene in Spiegelland met Sharda Ganga. In bijna al zijn muziek kwam zijn voorliefde voor Zuid-Amerikaanse muziek tot uiting. Maar hij werd door Sonny Khoeblal ook wel de enige Al Jarreau-achtige zanger in en van Suriname genoemd. In het dagelijks leven werkte Van Riessen voor Digicel.
Hij werkte geregeld samen met Henk Mac Donald en Sandra Purperhart en ging met hen voor optredens naar Frans-Guyana, Brazilië (Belém) en de Verenigde Staten (Miami). Hij trad ook op voor de STVS-televisie en in bands als Moksi van Bryan Muntslag, Palante van Juan Navia en vanaf de beginjaren in South South West.
Hij zong bij elkaar vijf maal tijdens een editie van SuriPop, waaraan hij bij het grote publiek zijn bekendheid dankte. Op het festival zong hij onder meer het duet Srananman (met Sandra Purperhart), Sisa san we tai en in 2012 voor het laatst Powisi dat was geschreven door Cornelis Amafo.
Hij was begaan met de grote milieuvervuiling in Suriname, wat hij onder meer kenbaar maakte aan de hand van beeldmateriaal waarmee hij terugkwam na een reis in het binnenland.
Op 31 januari 2018 was hij te zien tijdens een van zijn laatste grote optreden, als gast in het galaconcert His-tori van Bryan Muntslag. Ruim vier maanden later overleed hij op 13 mei na een ziekbed. Joey van Riessen is 59 jaar oud geworden. Enkele dagen na zijn dood gaven artiesten tribuutoptredens ter herinnering aan hem in de courtyard van het Mariott Hotel en in De Ark.